# Апамейский договор

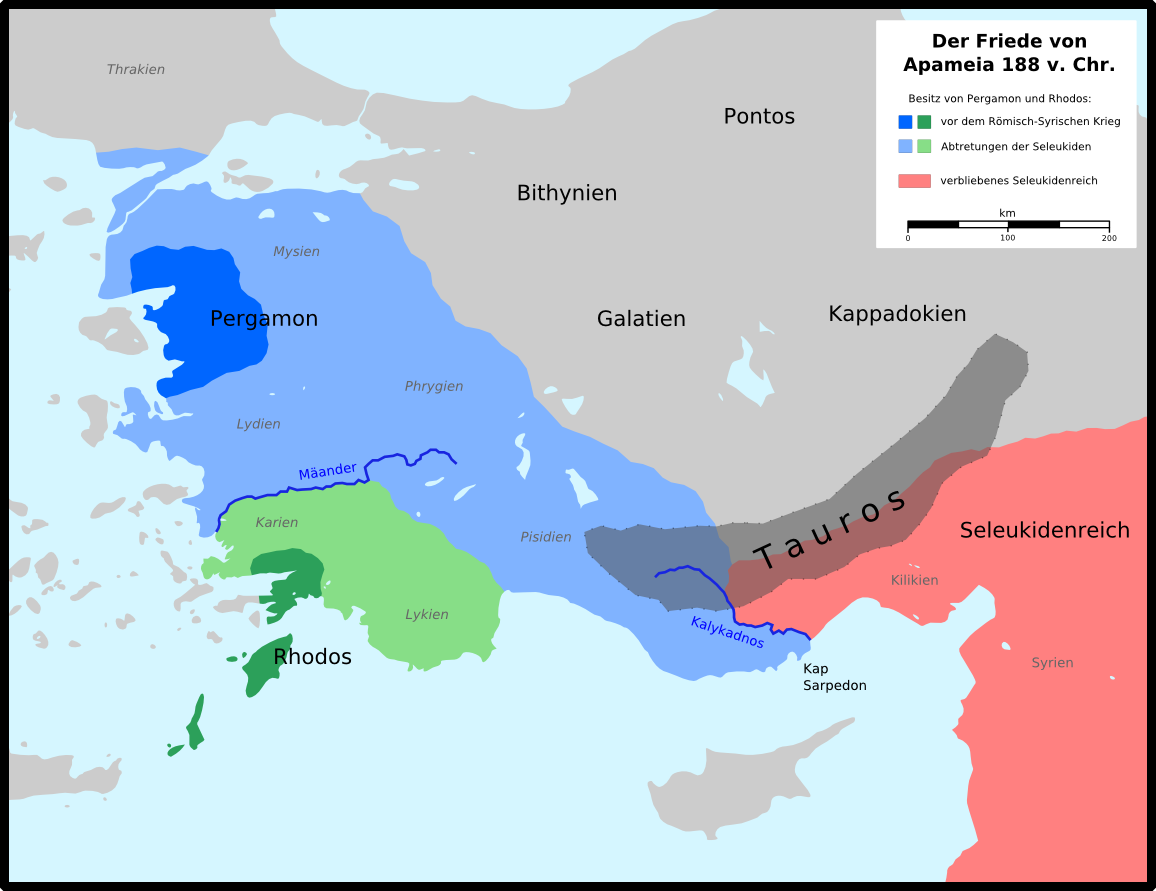
Малая Азия по условиям Апамейского договора

Апамейский договор заключён в 188 году до н. э. в городе Апамее между Римской республикой и её союзниками и царём Антиохом III Великим (царство Селевкидов) по окончании Сирийской войны 192—188, после побед римской армии при Фермопилах (191 г.) и при Магнесии (190 г.).
Антиох по условиям Апамейского договора отказывался от всей Европы и от малоазийских территорий к западу от гор Тавра, обязался выплатить контрибуцию в 15 тыс. талантов Риму в качестве компенсации военных расходов и ещё 500 талантов Пергаму. Кроме того, по договору Антиоху и его преемникам запрещалось иметь военный флот на Средиземном море и отряды боевых слонов.
Апамейский договор полностью уничтожил влияние Селевкидов в бассейне Эгейского моря и пошатнул былое могущество их державы. Рим же установил своё господство на  Балканском полуострове и восточном Средиземноморье, хотя в это время ещё не стал захватывать территории в этом регионе - все отнятые у Селевкидов земли Рим передал своим  союзникам в этой войне, прежде всего Пергаму и Родосу.